# Soucy (Aisne)
Soucy – miejscowość i gmina we Francji, w regionie Hauts-de-France, w departamencie Aisne.
Według danych na styczeń 2014 roku gminę zamieszkiwały 93 osoby, a gęstość zaludnienia wynosiła 17,8 osób/km².